# Ga Bảo Chánh
Ga Bảo Chánh là một nhà ga xe lửa tại huyện Xuân Lộc, tỉnh Đồng Nai. Nhà ga là một điểm trên tuyến đường sắt Bắc Nam nối ga Gia Ray và ga Long Khánh.